# Iresia besckii
Iresia besckii is een keversoort uit de familie van de loopkevers (Carabidae). De wetenschappelijke naam van de soort is voor het eerst geldig gepubliceerd in 1837 door Carl Gustaf Mannerheim.